# Metoda sněhové koule
Způsob výběru respondentů nebo informátorů nazývaný metoda sněhové koule, někdy též označovaný jako řetězový nebo referenční výběr, je typ nepravděpodobnostního výběru, při kterém nemají všechny jednotky či skupiny jednotek (podsoubory) stejnou šanci být vybrány do výběrového souboru (vzorku). Jak se vzorek hromadí, shromažďuje se dostatek dat, která jsou užitečná pro výzkum. Vzorová skupina tedy roste jako valící se sněhová koule. Vzhledem k tomu, že členové vzorku nejsou vybíráni z výběrového souboru, podléhají vzorky sněhové koule mnoha zkreslením. Například lidé, kteří mají mnoho přátel, budou s větší pravděpodobností zahrnuti do vzorku. Když se používají sociální sítě, jedná se o vzorkování virtuální sněhové koule.
Dříve se mělo za to, že je nemožné provádět objektivní odhady ze vzorků sněhové koule, ale ukázalo se, že variace vzorkování řízená respondenty umožňuje výzkumníkům provádět asymptoticky nestranné odhady ze vzorků sněhové koule za určitých podmínek. Vzorkování sněhové koule a vzorkování řízené respondenty také umožňuje výzkumníkům provádět odhady o sociální síti spojující skrytou populaci.
Tato metoda je vhodná pro výzkum obtížně dostupných či utajovaných populací, pro které neexistují seznamy ani jiná spolehlivá opora výběru (např. bezdomovci, drogově závislí, nelegální imigranti, ale i lidoví léčitelé apod.)

## Charakteristika metody
Metoda sněhové koule je určena k získávání nových kontaktů na základě procesu postupného nominování osobami, které již ve výběrovém souboru jsou.
Proces výběru začíná u jednotlivců, u nichž se ví, že splňují daná kritéria. Následně jsou při interview požádáni, aby nominovali další osoby, které daná kritéria splňují, a aby výzkumníkům s těmito osobami umožnili kontakt. I s nimi je posléze provedeno interview a celý proces se opakuje. Výběrový soubor se tak rozrůstá prostřednictvím napojení se na sociální kontakty. Respondenti či informátoři jsou tedy na sebe průběžně „nabalováni“ – odtud metafora sněhové koule.
Cílem je obvykle rychlé a snadné rozšíření nevyhovujícího počátečního výběrového souboru.

## Postup
1. Určete cílovou skupinu zkoumání (může se v průběhu změnit).
2. Oslovte zúčastněné strany a požádejte je o kontakty na potenciální respondenty.
3. Získané kontakty prověřte a požádejte je o účast.
4. Pokračujte v získávání kontaktů pomocí metody sněhové koule, abyste v případě potřeby získali více zúčastněných stran.
5. Zajistíte tak rozmanitost získaných odpovědí rozšířením profilu osob zapojených do výzkumu.

## Kdy ji použít

### Požadavek
U každého účastníka výzkumu musí existovat vysoká pravděpodobnost, že zná další osobu, která je způsobilá pro výzkum.

### Uplatnitelné situace
Tato metoda výběrového šetření se používá při nepravděpodobnostním (nenáhodném) výběru z málo početných skupin, skupin speciálních, těžko přístupných, pro které se špatně sestavují pravděpodobnostní výběry a „pro něž neexistují seznamy“, a nemáme-li k jedincům, kteří jsou potenciálním předmětem zkoumání, přístup.
Vzorkování sněhové koule je vhodné použít, když jsou příslušníci populace v obtížně lokalizovatelných skupinách úzce propojeni.
Konkrétně se tato metoda provádí při kvalitativních studiích drogové problematiky, jakož i v dalších oblastech, kde je předpoklad, že jedinec pomůže v nalezení dalšího jedince.

### Kde metodu aplikovat

#### Konfliktní prostředí
Bylo zjištěno, že provádění výzkumu v konfliktním prostředí je náročné kvůli nedůvěře respondenta k výzkumníkovi. O konfliktní prostředí se jedná tehdy, když si lidé nebo skupiny myslí, že jejich potřeby a cíl jsou v rozporu s cíli a potřebami ostatních, což způsobuje nedůvěru a podezíravost. Namísto marginalizace určité skupiny je do jisté míry marginalizována celá společnost, což vede ke zvýšené obtížnosti získat respondenty pro výzkum. Vzorkování sněhové koule se ukázalo jako druhá nejlepší metoda při provádění výzkumu v konfliktních prostředích. Vzorkování sněhové koule umožňuje tazatelům přiblížit se k marginalizované populaci na kognitivní a emocionální úrovni a zapojit je do studie. Vzorkování sněhové koule řeší nedostatek důvěry, který vzniká kvůli nejistotě ohledně budoucnosti prostřednictvím metodologie trace-linking.

#### Sběr odborných informací
Vzorkování sněhové koule lze použít i k identifikaci odborníků v určité oblasti, jako je například medicína, a skrze ně získat odborné znalosti.

#### Výzkum veřejného zdraví u marginalizované a stigmatizované populace
Vzorkování sněhové koule lze použít k náboru účastníků výzkumu v oblasti medicíny, výrobních procesů nebo metody vztahů se zákazníky, a shromáždit odborné a cenné znalosti. Příklady zahrnují užívání nelegálních látek, shromažďování nelegálních materiálů (např. slonovina, nelicencované zbraně) nebo stigmatizované praktiky (např. podpora anorexie, sexuální fetiš). Vyloučení z většinové společnosti nebo strach z odhalení či zahanbení ztěžuje kontaktování účastníků běžným způsobem.

## Výhody a nevýhody metody

### Výhody
Mezi největší výhody metody sněhové koule patří možnost odhalit skryté společnosti lidí, které nejsou v žádném konkrétním souboru evidovány. Jelikož se subjekty používají k lokalizaci skryté populace, výzkumník investuje méně peněz a času do vzorkování. Metoda odběru sněhové koule nevyžaduje složité plánování a ve srovnání s jinými metodami odběru vzorků je potřebný personál podstatně menší.

### Nevýhody
Mezi největší nevýhody patří např. náročnost pro terénní pracovníky, problémy s reprezentativitou.
Je-li vybrán zavádějící prvotní výběrový soubor, který v dalších vlnách nevede k požadovanému rozšířenému výběru, může dojít ke zkreslení. Příčinou může být například snaha neodhalovat své blízké (jedná-li se např. o konzumenty drog). Zkreslení se lze vyhnout výběrem různorodého prvotního vzorku, který je načerpán z pestré škály prvotních zdrojů.

### Kompenzace nevýhod
Nejlepší obranou proti slabým stránkám je začít se sadou počátečních informátorů, kteří jsou co nejrozmanitější. Snahy o zlepšení hlavní nevýhody vzorkování sněhové koule vyústily v metodu vzorkování řízeného respondenty (RDS). RDS rozšiřuje referenční metodu vážením vzorku za účelem kompenzace počátečního nenáhodného výběru, což může vést ke snížení chyb vyskytujících se při výběru vzorků metodou doporučení.

## Teoretická nasycenost
Teoretická nasycenost je jev, který nastává, když se v datech neobjevují nové vzorce a kategorie. Kategorie jsou již propracované a popsané, a vztahy mezi jednotlivými kategoriemi jsou dobře ustanoveny.
Je to jev vedoucí k ukončení výběrového procesu.